# You're Not the Only One
You're Not the Only One è un singolo del cantautore britannico Nick Kamen, scritto da Kamen con Andersen e Guirey ed estratto nel 1992 dall'album Whatever, Whenever.
Il singolo contiene anche il brano I'll Find Another Way.